# Stili del Nord e del Sud
Nell'ambito delle arti marziali cinesi si è soliti suddividere tutti gli stili esistenti in queste due grandi famiglie. All'origine di questa divisione non vi sono altro che motivazioni geografiche su luogo di origine dello stile, le quali però hanno profondamente influenzato la loro l'evoluzione tecnica, pertanto gli Stili del Nord e del Sud hanno delle caratteristiche tipiche.
Tradizionalmente si usava dividere la Cina del Nord da quella del Sud, in base alla linea di confine delimitata dal Fiume "Azzurro" o Yang Tze, ed in modo del tutto analogo questa suddivisione venne trasferita anche alle arti marziali cinesi.

## Stili del Nord
Si usa definire questi stili con "Pugilato Lungo" o Chang Chuan. Prediligono l'uso delle gambe, tecniche alte e aeree. Si svolgono in un ampio raggio d'azione con una tecnica di combattimento basata sulla lunga distanza.

### Alcuni Stili del Nord
- Shaolinquan del Henan
- Tanglangquan dello Shandong
- Houquan del Nord

## Stili del Sud
Si usa definire questi stili con "Pugilato del Sud" o Nanquan. Prediligono l'uso degli arti superiori, delle mani e dei pugni. SI svolgono a corto raggio con una tecnica di combattimento basata sulla corta distanza.

### Alcuni Stili del Sud
- Shaolinquan o Siu Lam, del Fujian
- Boxe da Terra del Fujian
- Zhoujia Tanglangquan

## Cause
Le cause di queste differenze sono: geografiche, ambientali, antropologiche e sociali.
In generale i primi stili di combattimento comparvero nel Nord della Cina, essendo questa zona dedita al nomadismo, pastorizia e spesso in contatto con le popolazioni barbariche e nomadi delle Steppe. Le popolazioni locali entravano spesso in conflitto seppur utilizzando tecniche arcaiche. Con l instaurarsi dei primi eserciti e la creazione di guerrieri professionisti, le tecniche di combattimento si raffinarono e vennero largamente utilizzate nella Cina settentrionale: a causa dell influenza militare e campi di battaglia molto vasti, si delinearono tecniche guerriere basate sulla lunga distanza, tipiche degli Stili del Nord.
Gli Stili del Sud invece comparvero nella Cina meridionale soprattutto nel Periodo Ming (1368-1644), dove cominciarono subito a suddividersi in vari sotto stili, ma comunque tutti basati sull uso privilegiato delle braccia e l esecuzione di tecniche a corta distanza.
A caratterizzare i due grandi stili hanno contribuito anche fattori umani e sociali delle varie popolazioni:
- Popolazioni del Nord: di alta statura, pastori, dediti all equitazione, vivevano in terreni montuosi e ampi. Tutti elementi che contribuiscono all'uso massivo e sviluppo muscolare degli arti inferiori. Inoltre l'uso del cavallo in combattimento combinata all alta statura dei Barbari, Mongoli, costrinsero i guerrieri a sviluppare tecniche di combattimento alte e persino aree, atte a disarcionare da cavallo i soldati o colpirli violentemente al cranio.
- Popolazioni del Sud: di bassa statura, contadini, pescatori, dediti per lo più alla coltivazione del riso, dove nelle risaie l'uso delle gambe veniva assai limitato a causa dell immersione dei piedi nel fango. Vivevano si in ampie pianure ma non erano obbligati a percorrere lunghe distanze a piedi come i pastori del Nord. Il loro stile di vita e le attività giornaliere contribuirono ad un uso massiccio degli arti superiori, facendo di questi le loro armi da combattimento.